# Castilla de Oro
Castilla de Oro hay del Oro (tiếng Tây Ban Nha:  [kasˈtiʎa ðe oɾo]) là tên được đặt bởi những người định cư Tây Ban Nha vào đầu thế kỷ 16 đến các vùng lãnh thổ Trung Mỹ từ Vịnh Urabá, gần biên giới Colombia - Panama ngày nay, Sông Belén. Ngoài con sông đó, khu vực này được gọi là Veragua, và bị tranh chấp bởi hoàng gia Tây Ban Nha cùng với gia đình Columbus. Cái tên "Castilla de Oro" đã được chính thức vào tháng 5 năm 1513 bởi vua Ferdinand II của Aragon, sau đó là nhiếp chính của Castile.

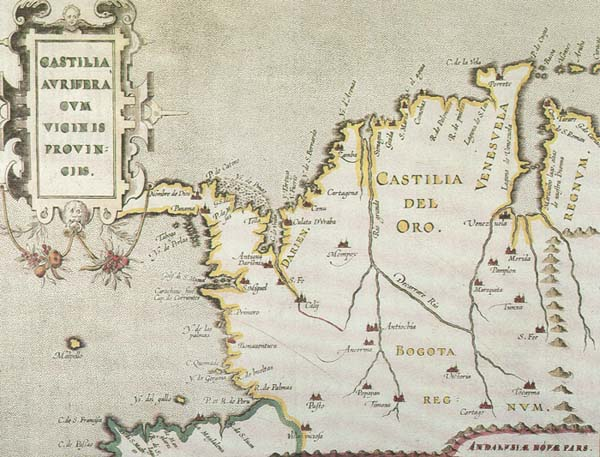
Bản đồ của Castilla de Oro

Đến năm 1537 nó bị chia đôi ra 2 phần do sự tranh chấp giữa gia đình Cristoforo Colombo và gia đình Hoàng gia Tây Ban Nha tạo ra Công tước xứ Veragua hiện nay ông Cristóbal Colón de Carvajal đang là công tước đời thứ 18. Hiện nay đó là tỉnh Veraguas của Panama.

## Thống đốc Castilla de Oro (Từ 1514-1540)
- 1514-1526 Pedro Arias Dávila, Thống đốc
- 1526-1529 Pedro de los Ríos y Gutiérrez de Aguayo, Thống đốc
- 1529-1532 Antonio de la Gama, Thống đốc lâm thời
- 1533-1536 Francisco de Barrionuevo, Thống đốc
- 1536-1539 Pedro Vázquez de Acuña, Thống đốc
- 1539 Francisco Pérez de Robles, Chủ tịch của Audiencia Panama